# Parafia św. Józefa Robotnika w Zawiści
Parafia św. Józefa Robotnika – rzymskokatolicka parafia znajdująca się przy ulicy Wołczyńskiej 1A w Zawiści (gmina Pokój). Parafia należy do dekanatu Zagwiździe w diecezji opolskiej.

## Historia parafii
W 1927 roku, gdy w Zawiści został zbudowany kościół, rozpoczęto starania o utworzenie samodzielnej parafii. W 1928 roku kuria we Wrocławiu zezwoliła na utworzenie kuracji z kilku wiosek, należących do tej pory do innych parafii. W skład kuracji weszły: Zawiść, Kopalina, część Lubnowa, Szubienik, Kołoczek, Wałda, Markowo oraz Szum. 13 czerwca 1929 roku ordynariusz archidiecezji wrocławskiej, ksiądz kardynał Adolf Bertram, wydał dekret erekcyjny ustanawiający nową parafię w Zawiści, z mocą prawną od 1 stycznia 1930 roku. Parafia położona jest na styku trzech diecezji: opolskiej, kaliskiej i wrocławskiej. Pierwszym proboszczem parafii został ksiądz Wilhelm Schampera, kolejnym ks. Alojzy Stanossek. Po jego śmierci przez pewien czas parafią zarządzał ks. Plisch, wikariusz z pobliskich Fałkowic. Dekret z 25 października 1938 roku na nowego proboszcza parafii powołał księdza Wilhelma Skowronka, który był duszpasterzem parafii przez okres II wojny światowej jak i po jej zakończeniu. Po wojnie odbudował on spaloną plebanię i odnowił zniszczone księgi metrykalne. W latach 1962–1989, proboszczem był ks. Alojzy Joszke, który najdłużej sprawował funkcję duchownego w parafii. Kolejny proboszcz, ks. Joachim Bomba, był duszpasterzem w latach 1989–1995.
Proboszczem parafii jest ks. Wiesław Mróz.

## Inne kościoły
Do parafii należy kościół filialny Stygmatów św. Franciszka w Szumie.

## Liczebność i zasięg parafii
Parafię zamieszkuje 920 mieszkańców. Zasięg terytorialny obejmuje miejscowości:
- Zawiść
- Kopalina
- Kołoczek
- Markowo
- Szum
- Szubienik
- Wałda

## Proboszczowie
- ks. Wilhelm Schampera
- ks. Alojzy Stanossek
- ks. Wilhelm Skowronek
- ks. Alojzy Joszke
- ks. Joachim Bomba
- ks. Jerzy Tomeczek
- ks. Wiesław Mróz[1]

## Grupy parafialne
- Schola dziecięca i młodzieżowa
- 13 Róż różańcowych
- Rada duszpasterska
- parafialne koło „Caritas”